# Esbon
Esbon är en ort i Jewell County i Kansas. Vid 2010 års folkräkning hade Esbon 99 invånare.